# Vice Vukojević
Vice Vukojević (Veljaci kod Ljubuškog, 6. rujna 1936.), hrvatski je političar, bivši ustavni sudac.

## Životopis
Vice Vukojević rođen je u Veljacima kod Ljubuškoga 1936. godine. U Veljacima je završio osnovnu školu, nižu gimnaziju u Ljubuškom, a višu je gimnaziju pohađao u Mostaru, Sarajevu i Imotskom, gdje 1956. godine i maturirao. Nakon mature odlazi u Zagreb na studij prava, ali uskoro dospijeva u zatvor zbog prosvjeda na kojima nije sudjelovao. Nakon služenja zatvorske kazne u Mostaru i otoku Sv. Grgur pušten je 1961. godine.[nedostaje izvor] Studij prava nastavio je iste godine, ali je zbog optužbi za pripadnost ilegalnoj ustaškoj organizaciji ponovno osuđen na zatvor u trajanju od šest i pol mjeseci.[nedostaje izvor] Studij prava je završio 1967. godine i iste godine položio pravosudni ispit, nakon toga odlazi u Beč, a potom u Pariz.
Od 1968. do 1971. godine studirao je na Međunarodnom fakultetu za usporedno pravo u Parizu.
U Parizu je sudjelovao u osnivanju Matice hrvatske, zbog čega je vrativši se u Hrvatsku 1971. godine ponovno završio u istražnom zatvoru. Nakon deset mjeseci oslobođen je optužbi, ali je 1976. godine ponovno optužen za pripadnost ustaškoj organizaciji. Ukupno je u zatvoru proveo četiri godine.[nedostaje izvor]
Od 1989. godine angažira se u HDZ-u te na izborima 1990. godine biva izabran za zastupnika u Hrvatskom saboru, gdje je boravio tokom dvaju mandata. Godine 1991. postaje predsjednikom Društveno-političkog vijeća Sabora Republike Hrvatske, tj. jednog od triju domova od kojega se Sabor tada sastojao.
Sudjelovao je u ustrojavanju Hrvatske zajednice Herceg-Bosne, čiji su visoki dužnosnici 2013. godine od strane Međunarodnog suda u Haagu osuđeni za ratne zločine i zločine protiv čovječnosti.
Za suca Ustavnog suda Republike Hrvatske izabran je 1999. godine. Dužnost je obnašao do 2007. godine.
Protiv Vice Vukojevića u BiH vodila se istraga zbog optužbe da je u logoru Vojno kod Mostara 1993. godine silovao 22-godišnju Bošnjakinju. Nakon više od deset godina odbačene su optužbe protiv Vukojevića zbog silovanja neidentificirane muslimanke. Istraga je pokazala da je izmišljena i Bošnjakinja, a ne samo priča da ju je Vice Vukojević pokušao silovati u logoru Vojno kod Mostara.
Bivši ministar unutarnjih poslova Republike Hrvatske Josip Boljkovac u više je navrata aludirao na mogućnost da je Vukojević bio suradnik jugoslavenskih tajnih službi, s ulogom destabilizacije vlasti u nezavisnoj Hrvatskoj. Slične je optužbe na Vukojevićev račun u pismu Gojku Šušku iznio i Josip Perković. Postoje i sumnje prema kojima je Vukojević odigrao presudnu ulogu u ubojstvu hrvatskog emigranta i disidenta Brune Bušića.
U svibnju 2015. godine objavljena je priča o povjerljivim dokumentima koje je Vukojević prema izvještaju Službe za zaštitu ustavnog poretka otuđio iz MUP-a. Među navedenim dokumentima nalazio se je i potencijalno kompromitirajuć dosje samoga Vukojevića, kao i dosjei Ante Pavelića, Dobroslava Parage, Vlade Gotovca i drugih istaknutih ličnosti. O njegovu rukovanju povjerljivom dokumentacijom svjedoči i Josip Boljkovac, koji Vukojevića optužuje za manipuliranje dosjeima jugoslavenskih emigranata, kao i za "čišćenje svoje mutne prošlosti". Pored toga, Boljkovac Vukojevića optužuje i da je skupa sa Šuškom i Branimirom Glavašem sudjelovao u predratnim provokacijama kada je u ožujku 1991. iz armbrusta pucano na Borovo Selo, a tri mjeseca kasnije organizirano ubojstvo Josipa Reihl-Kira, zapovjednika osječke policije.

## Nagrade i priznanja
Nositelj je državnih odličja: 
- Reda kneza Trpimira s ogrlicom i Danicom,
- Reda Ante Starčevića,
- Reda Stjepana Radića,
- Spomenice Domovinskog rata,
- Spomenice Domovinske zahvalnosti[1]